# 김광석 (축구 선수)
김광석(한국 한자: 金光奭, 1983년 2월 12일 ~ )은 대한민국의 전직 축구 선수이자 현 축구 지도자로 현재 인천 유나이티드의 코치로 재직 중이며 현역 시절 포항 스틸러스와 인천 유나이티드에서 수비수로 활약했다.

## 클럽 경력

### 포항 스틸러스
청평고등학교, 위덕대학교를 거쳐 2002년 포항 스틸러스 입단을 통해 프로에 전격 데뷔하여 2003 시즌부터 프로 무대를 밟은 뒤 김천 상무에서 군 복무한 두 시즌(2005년, 2006년)을 제외하고 17 시즌 동안 K리그1 2회 우승(2007년, 2013년), 2004년 K리그 준우승, FA컵 3회 우승(2008년, 2012년, 2013년), 2007년 FA컵 준우승, 2008년 리그컵 4강, 2009년 AFC 챔피언스리그 우승, 2009년 리그컵 우승, 2009년 FIFA 클럽 월드컵 3위, 2번의 FA컵 4강 진출(2011년, 2020년), 5번의 리그 3위(2009년, 2011년, 2012년, 2015년, 2020년), 3번의 리그 4위(2014년, 2018년, 2019년) 등에 기여하며 포항의 수비라인을 확실히 책임졌으며 수원 삼성 블루윙즈와의 2016년 K리그1 26라운드에서는 역대 K리그 통산 300경기의 대기록을 수립한 43번째 선수에 이름을 올렸다.

### 인천 유나이티드
2020 시즌 종료 후 17 시즌 동안 몸 담았던 포항을 떠나 인천 유나이티드로 이적하여 두 시즌 동안 공식전 43경기 1골을 기록하면서 2022년 K리그1 4위 및 인천 구단 역사상 첫 아시아 챔피언스리그 진출을 이끈 뒤 2022 시즌을 끝으로 현역에서 물러났으며 현역 은퇴 이후 인천 유나이티드의 스카우터로 합류했다.

## 경력 통계

### 클럽 기록
2019년 12월 1일 기준
| 클럽             | 시즌 | 리그 | 리그 | FA컵 | FA컵 | 리그컵 | 리그컵 | 대륙 대회 | 대륙 대회 | 통산 | 통산 |
| 클럽             | 시즌 | 출장 | 득점 | 출장 | 득점 | 출장   | 득점   | 출장      | 득점      | 출장 | 득점 |
| ---------------- | ---- | ---- | ---- | ---- | ---- | ------ | ------ | --------- | --------- | ---- | ---- |
| 포항 스틸러스    | 2002 | 0    | 0    | 0    | 0    | 0      | 0      | -         | -         | 0    | 0    |
| 포항 스틸러스    | 2003 | 9    | 0    | 1    | 0    | -      | -      | -         | -         | 10   | 0    |
| 포항 스틸러스    | 2004 | 0    | 0    | 0    | 0    | 0      | 0      | -         | -         | 0    | 0    |
| 광주 상무 불사조 | 2005 | 10   | 1    | 1    | 0    | 0      | 0      | -         | -         | 11   | 1    |
| 광주 상무 불사조 | 2006 | 12   | 0    | 0    | 0    | 2      | 0      | -         | -         | 14   | 0    |
| 포항 스틸러스    | 2007 | 12   | 0    | 5    | 2    | 5      | 0      | -         | -         | 22   | 2    |
| 포항 스틸러스    | 2008 | 20   | 1    | 1    | 0    | 1      | 0      | 4         | 0         | 26   | 1    |
| 포항 스틸러스    | 2009 | 17   | 0    | 1    | 0    | 2      | 0      | 9         | 0         | 29   | 0    |
| 포항 스틸러스    | 2010 | 12   | 0    | 0    | 0    | 4      | 0      | 7         | 0         | 23   | 0    |
| 포항 스틸러스    | 2011 | 31   | 0    | 4    | 0    | 3      | 0      | -         | -         | 38   | 0    |
| 포항 스틸러스    | 2012 | 41   | 1    | 5    | 1    | -      | -      | 5         | 0         | 51   | 2    |
| 포항 스틸러스    | 2013 | 36   | 0    | 5    | 0    | -      | -      | 5         | 0         | 46   | 0    |
| 포항 스틸러스    | 2014 | 33   | 2    | 2    | 0    | -      | -      | 9         | 0         | 44   | 2    |
| 포항 스틸러스    | 2015 | 24   | 0    | 2    | 0    | -      | -      | -         | -         | 26   | 0    |
| 포항 스틸러스    | 2016 | 37   | 1    | 1    | 0    | -      | -      | 5         | 0         | 43   | 1    |
| 포항 스틸러스    | 2017 | 16   | 1    | 1    | 0    | -      | -      | -         | -         | 17   | 1    |
| 포항 스틸러스    | 2018 | 36   | 3    | 0    | 0    | -      | -      | -         | -         | 36   | 3    |
| 포항 스틸러스    | 2019 | 19   | 0    | 0    | 0    | -      | -      | -         | -         | 19   | 0    |
| 통산             | 통산 | 365  | 10   | 29   | 3    | 17     | 0      | 44        | 0         | 455  | 13   |

## 플레이 스타일
세르지우 파리아스 감독 시절(주로 쓰리백 전술 시 출장) 빠른 발을 활용해 윙백도 소화하고 커맨드형 중앙 수비수로 발돋움했으며 수비 진영뿐만 아니라 팀 전체의 안정성과 밸런스를 잡는 최고의 커맨드형 중앙 수비수로 진화하는 모습을 보여주었다.

## 수상 내역

### 클럽
포항 스틸러스
- K리그1 : 우승 (2007, 2013), 준우승 (2004), 3위 (2009, 2011, 2012, 2015, 2020), 4위 (2014, 2018, 2019)
- FA컵 : 우승 (2008, 2012, 2013), 준우승 (2007), 4강 (2011, 2020)
- 리그컵 : 우승 (2009), 4강 (2008)
- AFC 챔피언스리그 : 우승 (2009)
- FIFA 클럽 월드컵 : 3위 (2009)

인천 유나이티드
- K리그1 : 4위 (2022)